# Skrabák István
Skrabák István, Szabolcs (Fiume, 1882. október 10. – ?) válogatott labdarúgó, középfedezet.

## Pályafutása

### Klubcsapatban
A BTC középfedezete volt. Kétszeres magyar bajnok. Nagy erénye volt – kortársaival szemben –, hogy a labdát mindkét lábbal jól kezelte.

### A válogatottban
1903-ban két alkalommal szerepelt a magyar labdarúgó-válogatottban.

## Sikerei, díjai
- Magyar bajnokság
  - bajnok: 1901, 1902
  - 2.: 1903
  - 3.: 1904

## Statisztika

### Mérkőzései a válogatottban
| Magyarország | Magyarország      | Magyarország                  | Magyarország | Magyarország | Magyarország     | Magyarország | Magyarország | Magyarország |
| #            | Dátum             | Helyszín                      | Hazai        | Eredmény     | Vendég           | Kiírás       | Gólok        | Esemény      |
| ------------ | ----------------- | ----------------------------- | ------------ | ------------ | ---------------- | ------------ | ------------ | ------------ |
|              | 1901. április 12. | Budapest, Millenáris-pálya    | Magyarország | 1 – 5        | Surrey Wanderers | barátságos   | -            |              |
| 1.           | 1903. június 11.  | Budapest, Margitszigeti pálya | Magyarország | 3 – 2        | Ausztria         | barátságos   | -            |              |
| 2.           | 1903. október 11. | Bécs, WAC-pálya               | Ausztria     | 4 – 2        | Magyarország     | barátságos   | -            |              |
|              | Összesen          |                               |              | 2            | mérkőzés         |              | 0            | gól          |